# علم التاريخ عند المسلمين

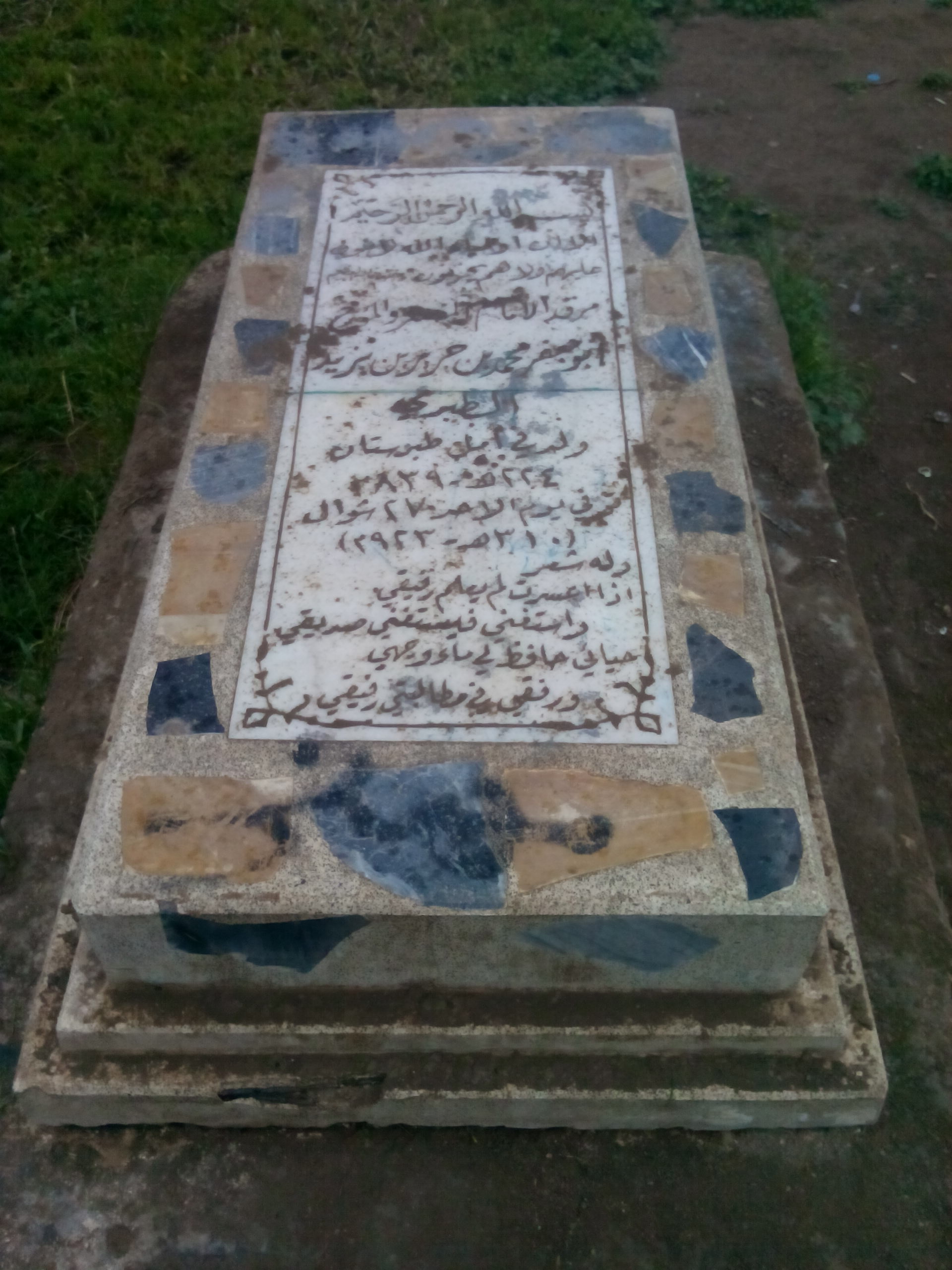

اهتم المسلمون بعلم التاريخ لتسجيل سيرة نبيهم وترجع بداية معرفة المسلمين بالتاريخ بحفظهم لأنسابهم وروايات القصاص عن أيام العرب قبل الإسلام وأزدادت حاجة المسلمين للتاريخ بعد الهجرة وبعد أن أصبح لهم دولة عاصمتها المدينة المنورة واتخذوا حادث الهجرة بداية لتاريخ دولة الإسلام وأعتمدوا على التقويم القمري وأخذوا بالأشهر العربية وقيل أن أول من أقر الهجرة لبداية التقويم الإسلامي الرسول وقيل عمر بن الخطاب وكانت سيرة الرسول في كتب الحديث والمنهج المستخدم هو ال عنعنة في الرواية وكتب محمد ابن اسحاق السيرة النبوية التي وصلتنا عن ابن هشام وكان التاريخ عند الرواة والقصاص وبدأ المؤرخين المسلمين محدثين وانتهوا مؤرخين ومن بداية القرن الثالث الهجري نعد كتاب التاريخ الإسلامي مؤرخين، فنقول مؤرخو القرن الثالث الهجري ومؤرخي القرن الرابع الهجري أما قبل ذلك فنعدهم محدثين.
ظل علم التاريخ متصل بالسرد القصصي واخبار البدء ونشأة الامم وظل هناك اصرار على هذه البداية بأعتبارها جزءاً من المعرفة التاريخية واستمر الربط بين التاريخ القديم وتاريخ الاسلام حتي بدايات العصر العثماني.

## بداية كتابة التاريخ الإسلامي
لما مضى عهد الرسول والخلفاء الراشدين من بعده دوّن الناس أخباره عليه السلام وروو أنباء مبعثه وهجرته ومغازيه؛ فكانت اللبنة الأولى مع تدوين السيرة النبوية في القرن الأول الهجري، ولم تَعدُ في هذه المرحلة كونها نوعا من رواية الحديث، وكان أول من وضع في ذلك كتاب عروة بن الزبير بن العوّام، ثم تلاه أبان بن عثمان بن عفان، إلى أن بلغ فن السيرة أوجه في كتاب ابن إسحاق (85هـ - 151هـ).
ثم وقعت الفتوحات الإسلامية فهزّوا عروش كسرى وقيصر وقوضوا دعائم الملك في بلاد الفرس والشام ومصر والروم، ودخلوا البلاد فاتحين. ثم نبض عرق العصبية والقَبَلية، وشاعت أخبار الأمم القديمة، وتاريخ الديانات عند الأمم الأخرى؛ كل هذا وذاك دعى إلى إضافة مادة تاريخية جديدة؛ فالعلماء حاولوا أن يفهموا إشارات القرآن الكريم إلى تلك الأمم، والخلفاء رغبوا في معرفة أخبار الملوك من الأمم قبلهم، كان يفعل ذلك معاوية وعبد الملك بن مروان وأبو العباس السفاح وأبو جعفر المنصور، وأخدت الرواية التاريخية تتخذ لونا جديدا، أطلق عليها اسم الأخبار ودُعى من يرويها بالإخباريّ كما أطلقوا على من يروي الحديث اسم المحدث، وظهرت في ذلك مؤلفات فصنف محمد بن السائب الكلبي في الأنساب، وعوانة بن الحكم في أخبار بني أمية، وأبو مخنف في أخبار الردّة والجمل وصفين، وسيف في أخبار الملوك، وابن هشام في ملوك حمير.
في القرن الثالث الهجري نبغ فيه كثير الشعراء والكتاب والمؤرخين واللغويين والنحاة والمحدثين والفقهاء. فتوطد علم التاريخ العربي الإسلامي وتأسس منهج كتابة التاريخ الإسلامي من حيث الاعتماد على التسلسل الزمني وظهرت المؤلفات المتخصصة ككتب التراجم والطبقات المتنوعة كطبقات الادباء والاطباء والرسل والملوك وظهرت أيضا الموسوعات التاريخية الكبيرة وشهد ظهور حركة الترجمة والتطور الحضاري الذي حصل في العصر العباسي الأول وامتلك المؤرخون خبرات اظافية جعلتهم أكثر عمقا في النظرة التاريخية لمختلف الحضارات وهذه المرحلة هي المرحلة التي استقر فيها علم التاريخ مع نشاة التدوين التاريخي المنظم.
عاش في هذا القرن من الشعراء أمثال البحتري وابن الرومي وابن المعتز، ومن الكتاب أمثال الجاحظ وابن قتيبة الدينوري، ومن النحاة أمثال المازني والزجاج وثعلب، ومن اللغويين أمثال أبي حاتم السجستاني والمبرد، ومن المؤرخين أمثال البلاذري وابن طيفور واليعقوبي وأبي حنيفة الدينوري، ومن أبرز رجال هذا القرن رجلان ممتازان شامخان وهما البخاري صاحب الجامع الصحيح والطبري صاحب التفسير الكبير وكتاب تاريخ الأمم والملوك، وكلاهما من كبار المحدثين.
وقد كان التاريخ في نشأته عند العرب لونا من ألوان رواية الحديث، ولما اتسع نطاقه، وتكاثرت مادته، وتعددت فروعه، استدعى الأمر وجود نوع من التخصص، فاقتصر بعض المؤرخين على رواية الحديث، وتجرد فريق آخر منهم لجمع الأخبار ومعرفة الحوادث السالفة، وصار يطلق على المتخصصين في ذلك لفظة الأخباريين، وكان الواقدي وابن إسحاق من الذين انتقلوا من الحديث إلى الأخبار، وفي ابن جرير الطبري عاد التياران إلى الالتقاء، فالطبري محدث كبير وأخباري من الطراز الأول، وتوفر هاتين الخصلتين في الطبري.
ساق محمد ابن جرير الطبري (225-310)، كتابه تاريخ الرسل والملوك في طريق استقرائي شامل، بلغت فيه الرواية مبلغها من الثقة والأمانة والإتقان. أكمل ما قام به المؤرخون اليعقوبي، والبلاذري، والواقدي، وابن سعد، ومهّد الطريق لمن جاء من بعده المسعودي وابن مسكويه، وابن الأثير وابن خلدون.
وكان كتاب البداية والنهاية لصاحبه أبي الفداء إسماعيل بن عمر ابن كثير (701هـ - 774هـ) على طريقة ابن جرير وحقق في أحاديثه كما فعل في كتابه التفسيير.

## النقد الذي وجه للمؤرخين المسلمين
أخذ على مؤرخي المسلمين اهتمامهم بالتاريخ السياسي أكثر من الاجتماعي والحضاري عموما فكان التاريخ يدور في فلك الحكام كما يأخذ عليهم اهتمامهم بتاريخ المسلمين دون غيرهم من الشعوب والحضارات المجاورة ويحسب لهم الموضوعية والمنهجية والصدق والنقد والتحقق فهم أصحاب منهج في كتابة التاريخ سابق على غيرهم بمئات السنين

## علم الأنساب والطبقات
وأرتبط بعلم التاريخ للطبقات والأنساب والجرح والتعديل ومعرفة الثقات
وقدم علم الحديث منهج ال عنعنة للتاريخ وحفظ التاريخ ووعى علم الحديث وتاريخ الرجال واشتهر المؤرخين المسلمين في كل عصر ومصر وسجلوا التاريخ في يوميات وحوليات وكتب للطبقات وعرف بعضهم بالنسابة

## مشاهيرالمؤرخين المسلمين
ابن خلدون - ابن إياس - ابن الأثير الجزري- ابن تغري بردي - ابن حيان القرطبي- ابن خلكان- ابن عبد الحكم - البلاذري- الحسن بن زولاق-تقي الدين المقريزي - لسان الدين بن الخطيب - علي بن حزم الأندلسي- الواقدي- ابن الجوزي- الطبري- أبو نعيم الأصبهاني- ابن منظور- و..وصولا لالجبرتي
ليث السلماني

### من كتب علم التاريخ عند المسلمين
(اسم المؤلف الكتاب)
- ابن كثير البداية والنهاية-
- الهمداني الإكليل-
- ابن العديم زبدة الحلب في تاريخ حلب-
- ابن الكلبي الأصنام-
- أبو الفداء المختصر في أخبار البشر -
- البيهقي لباب الأنساب والألقاب والأعقاب-
- الصفدي أعيان العصر وأعوان النصر-
- ابن المطهر البدء والتاريخ-
- اليعقوبي تاريخ اليعقوبي-
- ابن حبيب المنمق في أخبار قريش-
- الهمداني صفة جزيرة العرب-
- ابن طولون مفاكهة الخلان في حوادث الزمان-
- العسكري الأوائل-
- ابن الطقطقي الفخري في الآداب السلطانية-
- المراكشي المعجب في تلخيص أخبار المغرب-
- أبو زرعة تاريخ أبي زرعة الدمشقي-
- السيوطي تاريخ الخلفاء-
- ابن العبري تاريخ مختصر الدول-
- ابن مسكويه تجارب الأمم وتعاقب الهمم-
- ابن الغزي ديوان الإسلام-
- اليونيني ذيل مرآة الزمان-
- بدر الدين العيني عقد الجمان في تاريخ أهل الزمان-
- أبي القاسم القزويني التدوين في أخبار قزوين-
- النعيمي الدارس في تاريخ المدارس-
- يعقوب الفسوي المعرفة والتاريخ-
- الخطيب البغدادي تاريخ بغداد-
- ابن معين تاريخ يحيى بن معين-
- ابن عبد البر الدرر في اختصار المغازي والسير-
- ابن الضياء تاريخ مكة المشرفة والمسجد الحرام-
- ابن سعد غزوات الرسول وسراياه-
- ابن كنان يوميات شامية-
- ابن الفوطي الحوادث الجامعة والتجارب النافعة-
- ابن الأحمر لنفحة النسرينية واللمحة المرينية-
- أبو يعلى تاريخ أبي يعلى-
- السهمي الجرجاني تاريخ جرجان-
- البديري الحلاق حوادث دمشق اليومية-
- ابن الكندي فضائل مصر المحروسة-
- الحميري صفة جزيرة الأندلس-
- ابن فضل الله العمري مسالك الأبصار في ممالك الأمصار-
- ابن الجزري الزهر الفاتح في ذكر من تنزه عن الذنوب والقبائح-
- النجدي الدرر المفاخر في أخبار العرب الأواخر-
- ابن الجوزي تاريخ بيت المقدس-
- الذهبي تاريخ الإسلام-
- الأزدي الموصلي أسماء من يعرف بكنيته من أصحاب الرسول-
- أبو شامة المقدسي الروضتين في أخبار النورية والصلاحية-
- أبو البقاء الحلي المناقب المزيدية في اخبار الملوك الاسدية-
- السمهودي خلاصة الوفا بأخبار دار المصطفى-
- محمد بن شاكر الكتبي فوات الوفيات-
- القاضي أبو بكر بن العربي العواصم من القواصم-
- محمد بن عبد الله بن محمد المعافري المالكي العواصم من القواصم في تحقيق موقف الصحابة بعد وفاة النبي-
- عبد الرحمن بن علي بن محمد بن الجوزي أبو الفرج المنتظم في تاريخ الملوك والأمم-
- خليفة بن خياط الليثي تاريخ خليفة بن خياط-
- الجبرتي تاريخ عجائب الآثار في التراجم والأخبار-
- أسلم بن سهل الرزاز الواسطي تاريخ واسط-
- الوافي بالوفيات للصفدي
- الزركلي الأعلام-
- الذهبي سير أعلام النبلاء-
- الذهبي تاريخ الإسلام -
- ابن الكندي فضائل مصر المحروسة-
- النعيمي الدارس في تاريخ المدارس-
- ابن منظور مختصر تاريخ دمشق-
- ابن عساكر تاريخ مدينة دمشق وذكر فضلها وتسمية من حلها من الاماثل أو اجتاز بنواحيها من وارديها وأهلها -
- محمد بن علي الشوكاني البدر الطالع بمحاسن من بعد القرن السابع-
- أحمد بن علي أبو بكر الخطيب البغدادي: تاريخ بغداد-
- أبو العباس شمس الدين أحمد بن محمد بن أبي بكر بن خلكان: وفيات الأعيان وأنباء أبناء الزمان-
- محمد بن سعد بن منيع أبو عبد الله البصري الزهري: الطبقات الكبرى-
- القفط أخبار العلماء بأخيار الحكماء -
- ابن الفرضي تاريخ علماء الأندلس -
- ابن قنفذ الوفيات -
- ابن طاوس فرج المهوم في تاريخ علماء النجوم-
- ظهير الدين البيهقي تتمة صوان الحكمة -

## وصلات داخلية
- تاريخ
- الاتجاه الديني في تفسير التاريخ